# Letalski častnik
Letalski častnik je častnik vojnega letalstva, ki je usposobljen kot vojaški pilot ali letalski inženir.